# Willoughby’s Land

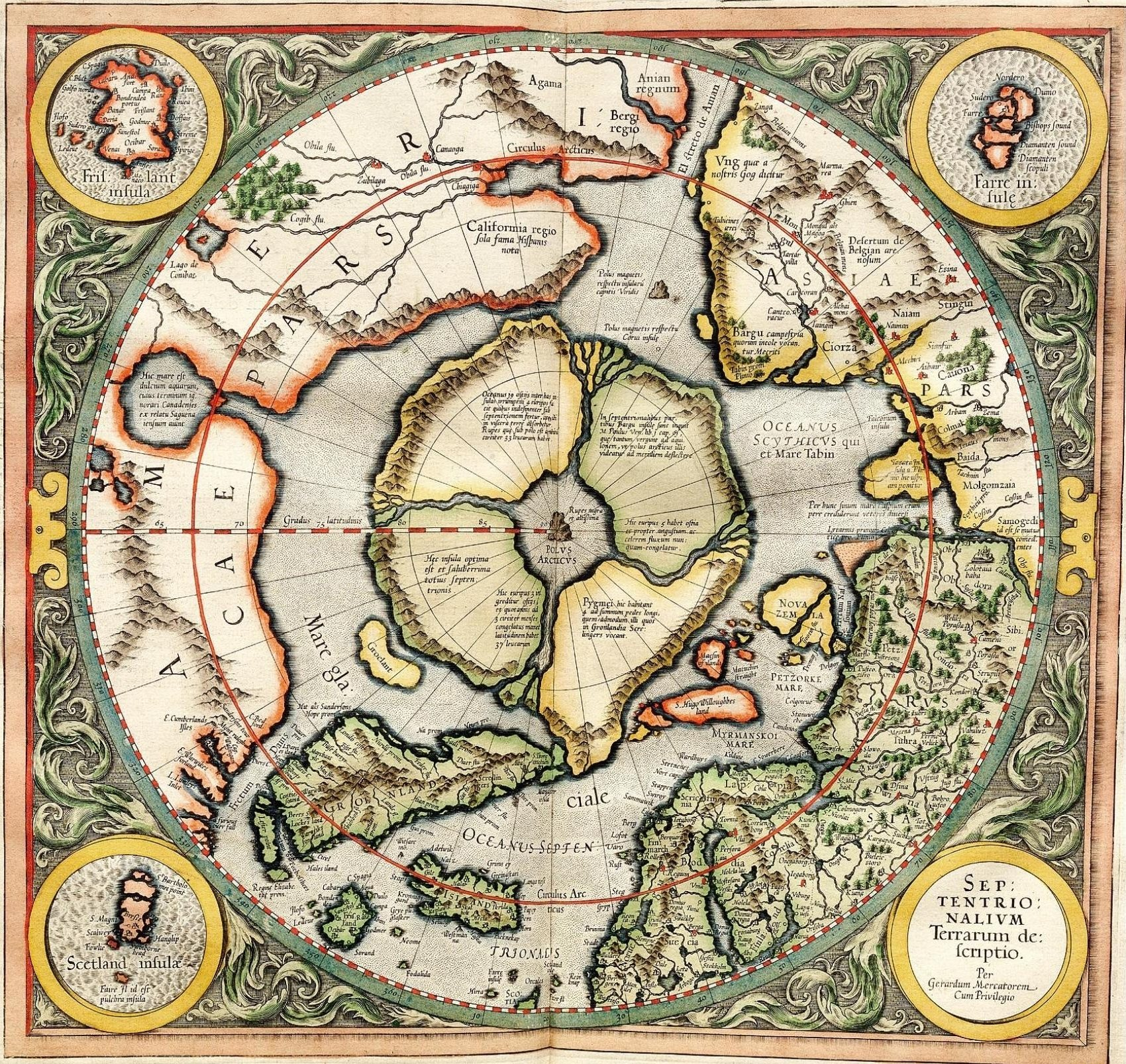
Mercators Karte der Arktis mit Willoughby’s Land (1595)

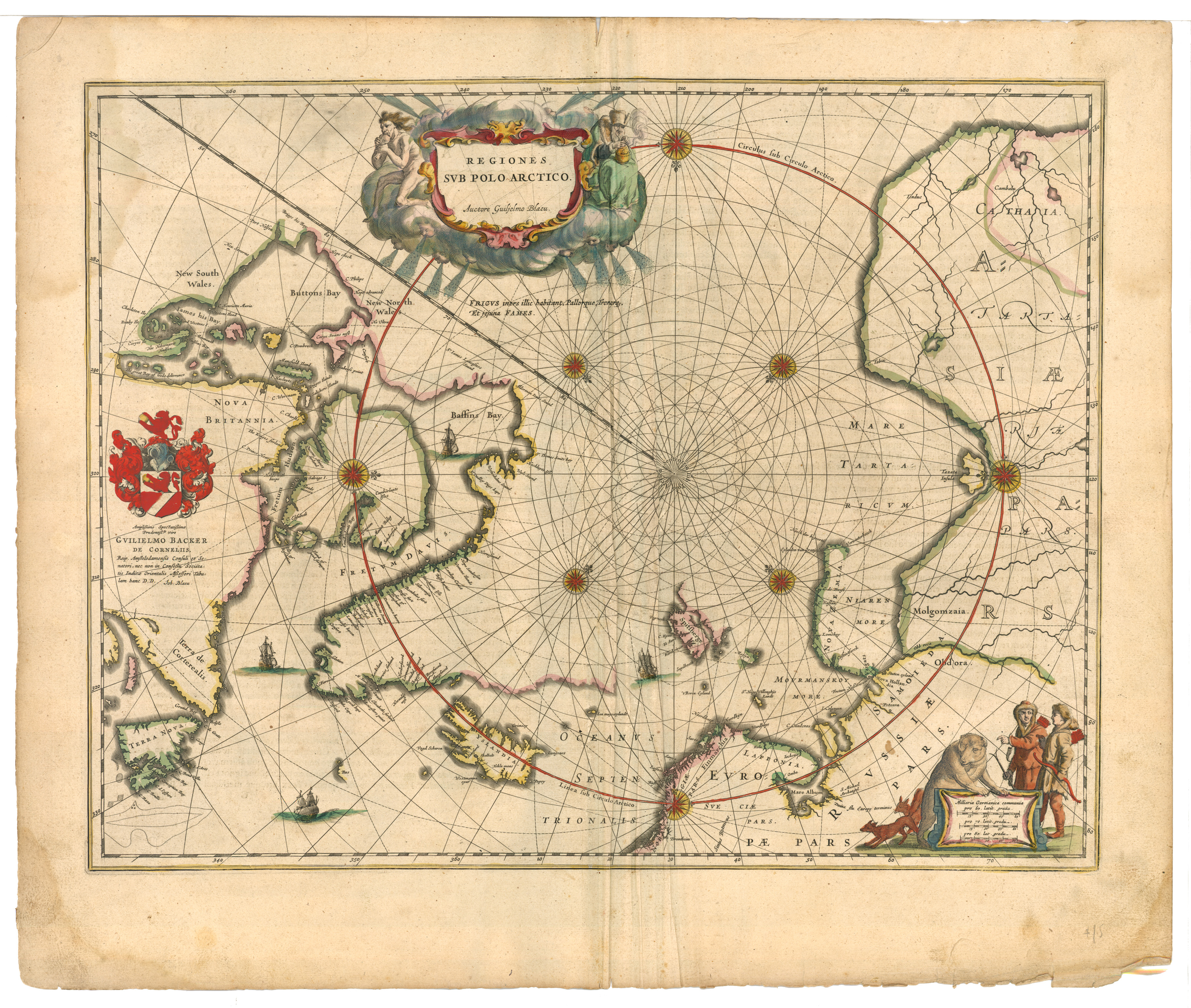
Blaeus Karte der Arktis mit Willoughby’s Land (1645)

Willoughby’s Land ist eine Phantominsel in der Barentssee, die vom Ende des 16. bis zur Mitte des 17. Jahrhunderts auf Karten der Nordpolarregion zu finden war.
Sir Hugh Willoughby unternahm 1553 im Auftrag englischer Kaufleute den ersten Versuch, China über die Nordostpassage zu erreichen. Auf dem 72. nördlichen Breitengrad stieß er auf die Küste Nowaja Semljas, dessen geografische Länge er aber viel zu weit westlich ansetzte. Spätere Seefahrer, wie Arthur Pet (1580), Willem Barents (1594) und Henry Hudson (1608) fanden an der angegebenen Position kein Land.
Willoughby’s Land erscheint auf Petrus Plancius’ Karte der Nordpolarregion von 1594 ebenso wie auf Gerhard Mercators 1595 postum erschienener Karte westlich von Nowaja Semlja. Schon Plancius glaubte aber nicht an ihre Existenz. Weil Barents die Insel nicht finden konnte, ist sie auf seiner Karte von 1599 nicht verzeichnet. Auf anderen Karten, so von Johannes Janssonius und Willem Blaeu, ist sie aber noch mindestens bis in die 1640er Jahre zu finden.